# Melting Pot Music
Melting Pot Music is een Duits platenlabel dat internationaal uitbrengt. Het label is in 2002 opgericht door dj Oliver "Olski" von Felbert.

## Artiesten
Een selectie van artiesten die onder het label van Melting Pot Music:
- A-ko (VS)
- Devil McDoom (Zweden)
- DJ Day (VS)
- Hawkeye (Duitsland)
- Imperial Breed (Duitsland)
- Lefties Soul Connection (Nederland)
- Le Scratchfunk (Duitsland)
- Upskiboo (Denemarken)